# Olho biônico
Prótese Visual ou olho biônico se refere a toda tecnologia utilizada para reformular um olho eletromecanicamente, seja por conta de melhoria de visão, ou restituição de um olho perdido por acidente.
O olho biônico é uma prótese epirretiniana que está em desenvolvimento com o objetivo de recuperar a visão de pacientes com problemas oculares. Os pesquisadores têm estudado a possibilidade de implantar um microchip sobre a retina dos pacientes.
Esse aparelho capta a informação visual por meio de uma câmera alocada em óculos. Ela é convertida em pulsos elétricos que são transmitidos para microeletrodos na retina. Esses microeletrodos substituem a função dos fotorrecptores que foram degenerados.
As células restantes na retina recebem o estímulo e enviam as informações para o córtex cerebral através do nervo óptico normal.

Por enquanto, o olho biônico está em fase de pesquisa e, portanto, não está disponível como método de tratamento. A boa notícia é que estudiosos de diversas regiões do mundo estão empenhados em avançar nas investigações em tempo hábil.
A Universidade de Monash, em Melbourne, na Austrália é uma das precursoras da pesquisa. Ela conta com um grupo de cientistas que construiu o primeiro olho biônico humano do mundo.
O dispositivo é parte integrante de uma ampla e complexa tecnologia, batizada pelos cientistas de "sistema biônico de Gennaris". Ela constitui um sistema que alia câmeras, eletrodos e unidades de processamento aos implantes cerebrais.
Não sabemos ao certo quando o olho biônico estará disponível, mas isso não nos impede de comemorar os avanços da medicina aplicada à oftalmologia. Vale dizer que, no atual estágio da pesquisa, a qualidade da visão por meio do dispositivo é rudimentar.
Isso significa que os testes realizados indicam que ainda não é possível enxergar com nitidez objetos complexos, pessoas ou letras. Em alguns casos, a capacidade visual alcançada remete a luzes, sombras e formas borradas.
Por enquanto, o olho biônico cria um padrão visual a partir de combinações de até 172 pontos de luz. Eles fornecem informações para que seja possível transitar por ambientes internos e externos e reconhecer a presença de pessoas e objetos.
Os primeiros testes em humanos ainda não foram iniciados, uma vez que eles dependem de financiamento para serem realizados. Mas, como já dissemos, temos muitos motivos para celebrar o que foi descoberto e conquistado até o momento.